# Ivana Stanković
Ivana Stanković (Beograd, 12. oktobar 1973) srpska je manekenka, supermodel i TV voditeljka.
Prva naslovna strana bila je na magazinu „Svijet“ za vreme Jugoslavije. Pozvala je i modna agencija Ford da radi za njih u Njujorku. Zbog posla je morala vanredno da završi 3 i 4 razred srednje škole. Svetsku slavu u svetu manekenstva, postigla je pozirajući za naslovnu stranu časopisa „Voug“. Slikala se za naslovne strane mnogih časopisa, kao što je na primer šesti broj časopisa "Lepota & Zdravlje" iz avgusta 2001. godine. Napisala je autobiografiju „Bez daha“, koju je 2011. godine izdala za Lagunu. Imala je i šou koji se zvao „Prvi srpski top model“, održan 2011. godine. Radila je za razne svetske modne kuće i dizajnere, kao što su Dona Karan, Versaće, Roberto Kavali, Kalvin Klajn, Guči, Armani, Dolče i Gabana, Misoni i drugi. Bila je lice modne kuće Armani i radila je modne revije zajedno sa top modelima kao što su Naomi Kembel, Kejt Mos, Sindi Kroford, Kristi Terlington, Klaudijom Šifer, Lindom Evangelistom, Evom Hercigovom i mnogim drugim supermodelima. Najviše je radila kao model u Italiji i u SAD. Poznata je po tome što je uradila modnu kampanju za brend Police zajedno sa glumcem Brusom Vilisom. Prva je srpska manekenka koja se ikada slikala na naslovnici modnog časopisa Voug 1994. godine, slikajući se za špansko izdanje magazina. Na nagovor i ideju italijanskog modnog dizajnera Đorđa Armanija, svoju dugu ravnu kosu je ošišala na kratko. Do sada se nije udavala i o njenom privatnom ljubavnom životu se ne zna mnogo. Ivana Stanković danas živi u Beogradu, gde je i rođena, ne bavi se više aktivno manekenstvom, povremeno daje intervjue i savete i pojavljuje se na televiziji. Nije se dosada oprobala u glumi ili u voditeljstvu, ali ima radno iskustvo na televiziji.